# نیپون تلگراف اند تلفن
نیپون تلگراف اند تلفن (به ژاپنی: 日本電信電話株式会社) شرکت مخابرات ژاپنی است، که طیف وسیعی از خدمات خطوط تلفن ثابت، شبکه تلفن همراه، خدمات اینترنت و پهنای باند، خدمات شبکه‌های کامپیوتری و خدمات تلویزیون دیجیتال را ارائه می‌کند.
دفتر مرکزی این شرکت در شهر توکیو قرار دارد. در آخرین رتبه‌بندی مجله فورچون، شرکت نیپون تلگراف اند تلفن در فهرست فورچون جهانی ۵۰۰ در رتبه ۲۹ از بزرگترین شرکت‌های جهان قرار داشت.
با توجه به میزان درآمد سالیانه شرکت ژاپنی ان‌تی‌تی، به‌عنوان بزرگترین شرکت مخابراتی آسیا و دومین شرکت بزرگ در صنعت مخابرات جهان محسوب می‌شود.
درحالی‌که بخش‌هایی از سهام شرکت نیپون تلگراف اند تلفن در بازارهای بورس توکیو، بورس اوساکا، بورس ناگویا، بورس فوکوکا، بورس ساپورو، بورس نیویورک و بورس لندن عرضه شده‌است، ولی دولت ژاپن، همچنان مالک یک سوم از کل سهام این شرکت می‌باشد.